# 十字灣前站
十字灣前站（日语：／ Crossbay-mae eki */?）是位於富山縣射水市西新湊，萬葉線的電車站。其全名為「第一商務旅館新湊 十字灣前站」（日语：／ Daiichi-Inn-Shinminato Crossbay-mae eki */?）。但在官方網頁中的中文站名翻譯中，則採用了簡稱。另外在官方日文的總時間表中，也是採用了簡寫標示。

## 歷史
自本站啟用以來，曾經改名5次。
- 1933年12月25日：越中鐵道開設中學校前站。
- 1943年1月1日：越中鐵道合併至富山地方鐵道，成為富山地方鐵道射水線車站。
- 1949年6月20日：車站改名為西新湊站。
- 1966年4月5日：隨著建設富山新港（日语：伏木富山港）築港工程，射水線分斷，包含此站部分射水線路段轉讓給加越能鐵道，成為新湊港線車站。
- 1985年3月：車站改名為新湊市役所前站。
- 2002年4月1日：轉讓路線給萬葉線[4]。
- 2005年11月1日：隨著新湊市合併，車站改名為射水市新湊廳舍站。
- 2007年9月：路基改善與直線化工程完成。
- 2008年12月：高岡站方向和越之潟方向的車站大樓重建。
- 2016年10月11日：射水市政廳的新廳舍，新湊廳舍廢止。車站改名為西新湊站[5]。
- 2023年9月1日：車站改稱為「第一商務旅館新湊 十字灣前站」[6][7][8]，是本站第五度改名。
- 2024年9月28日：可使用ICOCA及全國通用IC卡付款[9]。

## 電車站構造
電車站是地面車站，設有2面1線的相對式月台。從前此站設有2面2線的月台，北邊設有車站大樓，當時還有職員當值，現時則為無人車站。在越之潟方向月台上設有介紹萬葉歌的展板。從前由於有貨運列車進行列車交會，因此站內比較長。

## 使用狀況
以下為1日平均乘車人次列表：
| 年度   | 1日平均人次 |
| ------ | ----------- |
| 2000年 | 539         |
| 2001年 | 518人       |
| 2002年 | 533人       |
| 2003年 | 99人        |
| 2004年 | 287人       |
| 2005年 | 581人       |
| 2006年 | 555人       |
| 2007年 | 548人       |
| 2008年 | 559人       |
| 2009年 | 283人       |
| 2010年 | 307人       |

## 電車站周邊
車站周邊設有許多射水市的政府設施。
- 射水市消防本部（日语：射水市消防本部）新湊消防署
- 射水市新湊保健中心
- 射水商工會議所
- 富山縣立新湊高等學校（日语：富山県立新湊高等学校）
- 泉野農業協同組合（日语：いみず野農業協同組合）新湊農協會館
- 射水新湊郵局（日语：射水新湊郵便局）
- 卡蒙新湊購物中心
- 射水有線網絡（日语：射水ケーブルネットワーク）總部

## 相鄰電車站
萬葉線
■萬葉線（新湊港綫）
庄川口－十字灣前站－新町口

## 外部連結
- 十字灣前站上行 （页面存档备份，存于）及下行 （页面存档备份，存于）時間表